# 每年體育大事列表
本條目列出由1880年代至2010年代內記載每一年發生體育事件的條目，並引出該年發生的重要體育大事。
2010年代 - 2000年代 - 1990年代 - 1980年代 - 1970年代 - 1960年代 - 1950年代 - 1940年代 - 1930年代 - 1920年代 - 1910年代 - 1900年代 - 1890年代 - 1880年代 - 1870年代 - 1860年代

## 2010年代
- 2013年體育
  - 執教曼聯27年的著名領隊費格遜宣佈退休。
  - 德國班霸拜仁慕尼黑一年內完成五冠王。
  - 英國球手梅利於溫網奪冠，成為77年來首奪該項錦標的英國球手。
- 2012年體育
  - 西班牙在2012年歐洲國家盃決賽擊敗意大利，成為首支球隊連奪三項大型賽事冠軍。
- 2011年體育
  - 日本擊敗美國首奪女子世界盃冠軍成為首支亞洲球隊奪得足球世界冠軍
  - 達拉斯牛仔擊敗邁阿密熱火奪得球會史上首度NBA總冠軍。
- 2010年體育
  - 首次由非洲國家主辦世界盃足球賽，決賽階段西班牙擊敗荷蘭首奪世界盃冠軍。

## 2000年代
- 2009年體育
  - 台灣首次舉辦大型國際綜合運動會2009年世界運動會在高雄。
- 2008年體育
  - 中國首次舉辦夏季奧林匹克運動會。
- 2007年體育
  - 環法單車賽在多位車手因禁藥醜聞困擾之下由阿尔伯托·康塔多獲得。伊拉克首次奪得亞洲盃足球賽。
- 2006年體育
  - 意大利奪得第十八屆世界盃足球賽冠軍，決賽階段以十二碼形式擊敗法國。
- 2005年體育
  - 美國單車手破紀錄連續第七年成為環法單車賽個人總冠軍。
- 2004年體育
  - 中國田徑選手劉翔於雅典奧運田徑男子110米欄項目中以十二秒九一的平世界紀錄成績奪得金牌。
- 2003年體育
  - 德國賽車手破紀錄第七次成為一級方程式賽車總冠軍。
- 2002年體育
  - 巴西破紀錄第五度奪得世界盃足球賽冠軍，決賽階段以二比零擊敗德國。
- 2001年體育
  - 成為首名高爾夫球手一年內奪得四項大滿貫冠軍；施丹破紀錄轉會加盟皇家馬德里。
- 2000年體育
  - 法國以二比一反勝意大利奪得第十一屆歐洲國家盃冠軍，成為首支球隊兩年內先後奪得世界盃足球賽及歐洲國家盃冠軍。

## 1990年代
| 年份   | 體育大事 |
| ------ | --- |
| 1999年 | - 曼聯在歐聯決賽戲劇性反勝拜仁慕尼黑奪得冠軍。 |
| 1998年 | - 芝加哥公牛創出八年內六次獲得NBA總冠軍，法國擊敗巴西首奪世界盃足球賽冠軍。                                                                         |
| 1997年 | - 美國職棒大聯盟開始引入跨聯盟比賽。 |
| 1996年 | - 美國田徑選手卡尔·刘易斯於阿特蘭大奧運會創出連續四屆奧運會奪得男子跳遠金牌。                                                                       |
| 1995年 | - 安杜蘭（Miguel Indurain ）連續第五年奪得環法單車賽總冠軍。                                                                                        |
| 1994年 | - 三屆一級方程式賽車冠軍於聖馬力諾大獎賽比賽期間發生意外傷重不治。 - 哥伦比亚足球员在世界杯足球赛对美国队的比赛中誤入一個乌龙球，回国后而遭被枪杀。 |
| 1993年 | |
| 1992年 | - 英格蘭超級足球聯賽成立 - 一眾NBA球星組成夢幻隊參加巴塞隆納奧運會。                                                                                |
| 1991年 | |
| 1990年 | 西德奪得意大利世界盃冠軍，同年10月因兩德統一與東德合併為德國。                                                                                      |

## 1980年代
- 1989年體育 - 發生希爾斯堡球場慘劇，發生人踩人而導致96人死亡及766人受傷。
- 1988年體育 -
- 1987年體育 -
- 1986年體育 -
- 1985年體育 - 一年內發生兩宗足球場慘劇，包括希素球場慘劇及巴拉福特城慘劇，分別導致56名及36名球迷死亡。
- 1984年體育 -
- 1983年體育 - 首屆世界田徑錦標賽舉行。
- 1982年體育 -
- 1981年體育 -
- 1980年體育 -

## 1970年代
- 1979年體育 -
- 1978年體育 -
- 1977年體育 - 球王比利在一場由紐約宇宙對山度士的友誼賽後宣佈掛靴。
- 1976年體育 -
- 1975年體育 -
- 1974年體育 -
- 1973年體育 -
- 1972年體育 - 巴勒斯坦恐怖分子在慕尼黑奧運會殺害11名以色列運動員
- 1971年體育 -
- 1970年體育 -

## 1960年代
- 1969年體育 -
- 1968年體育 - 美國的吉姆·海因斯在墨西哥城奧運會100米決賽中首次突破10秒大關。
- 1967年體育 -
- 1966年體育 -
- 1965年體育 -
- 1964年體育 -
- 1963年體育 -
- 1962年體育 -
- 1961年體育 -
- 1960年體育 - 首屆欧洲足球锦标赛及殘疾人奧林匹克運動會舉行，皇家馬德里在歐冠盃達成五連冠紀錄。

## 1950年代
- 1959年體育 -
- 1958年體育 -
- 1957年體育 -
- 1956年體育 - 首屆歐洲冠軍球會盃舉行，結果由西班牙的皇家馬德里成為冠軍。
- 1955年體育 -
- 1954年體育 -
- 1953年體育 -
- 1952年體育 -
- 1951年體育 -
- 1950年體育 - 首屆一級方程式賽車揭幕，第一場賽事於英國銀石賽道舉行。

## 1940年代
- 1949年體育 -
- 1948年體育 -
- 1947年體育 -
- 1946年體育 -
- 1945年體育 -
- 1944年體育 -
- 1943年體育 -
- 1942年體育 -
- 1941年體育 -
- 1940年體育 -

## 1930年代
- 1939年體育 -
- 1938年體育 - 唐·布吉（Don Budge）成為第一位網球大滿貫得主。
- 1937年體育 -
- 1936年體育 - 傑西·歐文斯在柏林奧運會，取得男子100米。200米，跳遠和4x100接力的4枚奧運金牌。
- 1935年體育 -
- 1934年體育 - 意大利在加時階段以二比一擊敗捷克斯洛伐克奪得第二屆世界盃足球賽冠軍。
- 1933年體育 -
- 1932年體育 -
- 1931年體育 -
- 1930年體育 - 首屆世界盃足球賽舉行，由主辦國烏拉圭獲得冠軍。

## 1920年代
- 1929年體育 -
- 1928年體育 -
- 1927年體育 -
- 1926年體育 -
- 1925年體育 - 法國網球公開賽首度允許非法國球手參加賽事。
- 1924年體育 - 首屆冬季奧林匹克運動會舉行。
- 1923年體育 -
- 1922年體育 -
- 1921年體育 -
- 1920年體育 -

## 1910年代
- 1919年體育 -
- 1918年體育 -
- 1917年體育 -
- 1916年體育 -
- 1915年體育 -
- 1914年體育 -
- 1913年體育 -
- 1912年體育 -
- 1911年體育 -
- 1910年體育 -

## 1900年代
- 1909年體育 -
- 1908年體育 -
- 1907年體育 -
- 1906年體育 -
- 1905年體育 - 首屆澳洲網球公開賽舉行。
- 1904年體育 -
- 1903年體育 - 美國職棒大聯盟成立，同時由美國聯盟冠軍和國家聯盟冠軍爭奪的世界系列賽重新舉辦。首屆環法單車賽舉行。[1]
- 1902年體育 - 西班牙足球會皇家馬德里成立。
- 1901年體育 -
- 1900年體育 - 首次有女性運動員參加夏季奧林匹克運動會。

## 1890年代
| 年份   | 體育大事                                                                         |
| ------ | -------------------------------------------------------------------------------- |
| 1899年 | 漢斯·甘伯（Joan Gamper）於西班牙成立足球會巴塞隆拿。                             |
| 1898年 |                                                                                  |
| 1897年 |                                                                                  |
| 1896年 | 首屆夏季奧林匹克運動會於希臘舉行。                                               |
| 1895年 |                                                                                  |
| 1894年 |                                                                                  |
| 1893年 | 首屆史丹利盃冰球賽舉行，由蒙特利爾曲棍球俱樂部（Montreal Hockey Club）獲得冠軍。 |
| 1892年 |                                                                                  |
| 1891年 | 首屆法國網球公開賽舉行。                                                         |
| 1890年 |                                                                                  |

## 1880年代
- 1889年體育 -
- 1888年體育 - 首屆英格蘭足球聯賽舉行。
- 1887年體育 -
- 1886年體育 -
- 1885年體育 -
- 1884年體育 -
- 1883年體育 -
- 1882年體育 -
- 1881年體育 -
- 1880年體育 -

## 1870年代
- 1879年體育 -
- 1878年體育 -
- 1877年體育 -
- 1876年體育 -
- 1875年體育 - 首屆肯塔基打比（Kentucky Derby）賽馬大賽舉行。
- 1874年體育 -
- 1873年體育 -
- 1872年體育 -
- 1871年體育 -
- 1870年體育 -

## 1860年代
- 1869年體育 -
- 1868年體育 -
- 1867年體育 -
- 1866年體育 -
- 1865年體育 -
- 1864年體育 -
- 1863年體育 -
- 1862年體育 -
- 1861年體育 -
- 1860年體育 -